# Terpsiphone
Terpsiphone es un género de aves paseriformes perteneciente a la familia Monarchidae. 
Se distribuye a través de África y Asia, así como en una varias islas del océano Índico y Pacífico. Unas pocas especies son migratorias, pero la mayoría son sedentarias. La característica más representativa del género son las largísimas colas de los machos de muchas de sus especies, a la que deben su nombre común de monarcas colilargos. 

## Especies
El género tiene las siguientes especies:
- Terpsiphone affinis (Blyth, 1846) – monarca colilargo oriental;
- Terpsiphone atrocaudata (Eyton, 1839) – monarca colilargo japonés;
- Terpsiphone atrochalybeia (Thomson, 1842) – monarca colilargo de Santo Tomé;
- Terpsiphone batesi Chapin, 1921 – monarca colilargo de Bates;
- Terpsiphone bedfordi (Ogilvie-Grant, 1907) – monarca colilargo de Bedford;
- Terpsiphone bourbonnensis (Statius Müller, 1776) – monarca colilargo de las Mascareñas;
- Terpsiphone cinnamomea (Sharpe, 1877) – monarca colilargo canela;
- Terpsiphone corvina (Newton,E, 1867) – monarca colilargo de las Seychelles;
- Terpsiphone cyanescens (Sharpe, 1877) – monarca colilargo de Palawan;
- Terpsiphone incei (Gould, 1852) – monarca colilargo chino;
- Terpsiphone mutata versalita – monarca colilargo malgache;
- Terpsiphone paradisi (Linnaeus, 1758) – monarca colilargo asiático;
- Terpsiphone rufiventer (Swainson, 1837) – monarca colilargo ventrirrojo;
- Terpsiphone rufocinerea (Cabanis, 1875) – monarca colilargo del Congo;
- Terpsiphone smithii (Fraser, 1843) – monarca colilargo de Annobón;[4]
- Terpsiphone viridis (Statius Müller, 1776) – monarca colilargo africano.